# Apotomis capreana
Apotomis capreana es una especie de polilla del género Apotomis, tribu Olethreutini, familia Tortricidae. Fue descrita científicamente por Hubner en 1817.
La envergadura es de unos 17–22 milímetros. Se distribuye por Europa.